# 河北银行
河北银行股份有限公司，簡稱河北银行，总部位于中国河北省石家莊市，于1996年5月25日由石家庄市区48家城市信用社组建为石家庄城市合作银行，1998年6月更名为石家莊市商业银行，或者石家莊市商業銀行股份有限公司，属地方性城市商业银行。2009年，更名为河北银行，截至2017年末，全行資產總額3220.14億元。目前已設立13家分行級機構，營業網點共計253家。在2013年英國《銀行家》公佈的全球1000家大銀行中排名第501位。
值得一提，国家能源投资集团下属的国家能源集团资本控股有限公司是主要股東之一。

## 股东信息
| 名称                             | 持股比例 |
| -------------------------------- | -------- |
| 国家能源集团资本控股有限公司     | 19.02%   |
| 百悦投资集团有限公司             | 8.39%    |
| 河北港口集团有限公司             | 8.19%    |
| 长春发展农村商业银行股份有限公司 | 6.64%    |
| 南京栖霞建设集团有限公司         | 5.29%    |
| 石家庄市财政局                   | 4.98%    |
| 北京理想产业发展集团有限公司     | 4.54%    |
| 河北建投能源投资股份有限公司     | 4.01%    |
| 南京栖霞建设股份有限公司         | 3.18%    |
| 中冀投资股份有限公司             | 1.94%    |

注：
- 前十大股东中除石家庄市财政局为国家股外其余股东为法人股。
- 前十大股东中，南京栖霞建设集团有限公司为南京栖霞建设股份有限公司股东，其余股东间不存在关联关系。

## 外部連結
- 河北银行股份有限公司